# Sechs Orgelsonaten op. 65 (Mendelssohn)

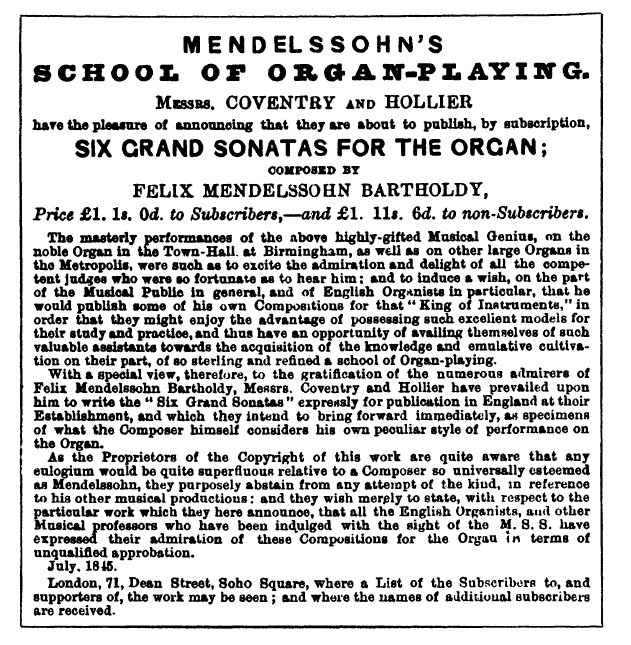
Aufwändige Bewerbung der Orgelsonaten Mendelssohns in Music World am 24. Juli 1845

  Die sechs Orgelsonaten op. 65 Felix Mendelssohns (MWV W 56–61) wurden 1845 veröffentlicht. Sie sind die Krönung von Mendelssohns Arbeiten für die Orgel. Wie die Orgelwerke von Johann Sebastian Bach gehören sie zum Kernrepertoire der Orgelmusik.

## Entstehungsgeschichte
Mendelssohn galt als brillanter Organist. Während seiner insgesamt sieben Aufenthalte in Großbritannien gab er eine Reihe gut besuchter Orgelkonzerte, darunter 1842 auch im Beisein der jungen britischen Königin Victoria und ihres deutschen Prinzgemahls in der Londoner Christ Church. Die Konzerte beinhalteten oft Improvisationen, für die Mendelssohn berühmt war, so etwa bei den Aufführungen 1842 in London und Oxford. In einem Artikel im Magazin Musical World (1838) beschrieb der britische Organist Henry Gauntlett Mendelssohns Bach-Interpretation als „überirdisch groß“. Sein Improvisationsspiel sei „sehr differenziert“, die weichen Sätze „voll zärtlichen Ausdrucks und exquisiter Leidenschaftlichkeit“. In seinem lauten Vorspiel sah er „eine grenzenlose Fülle neuer Ideen“.

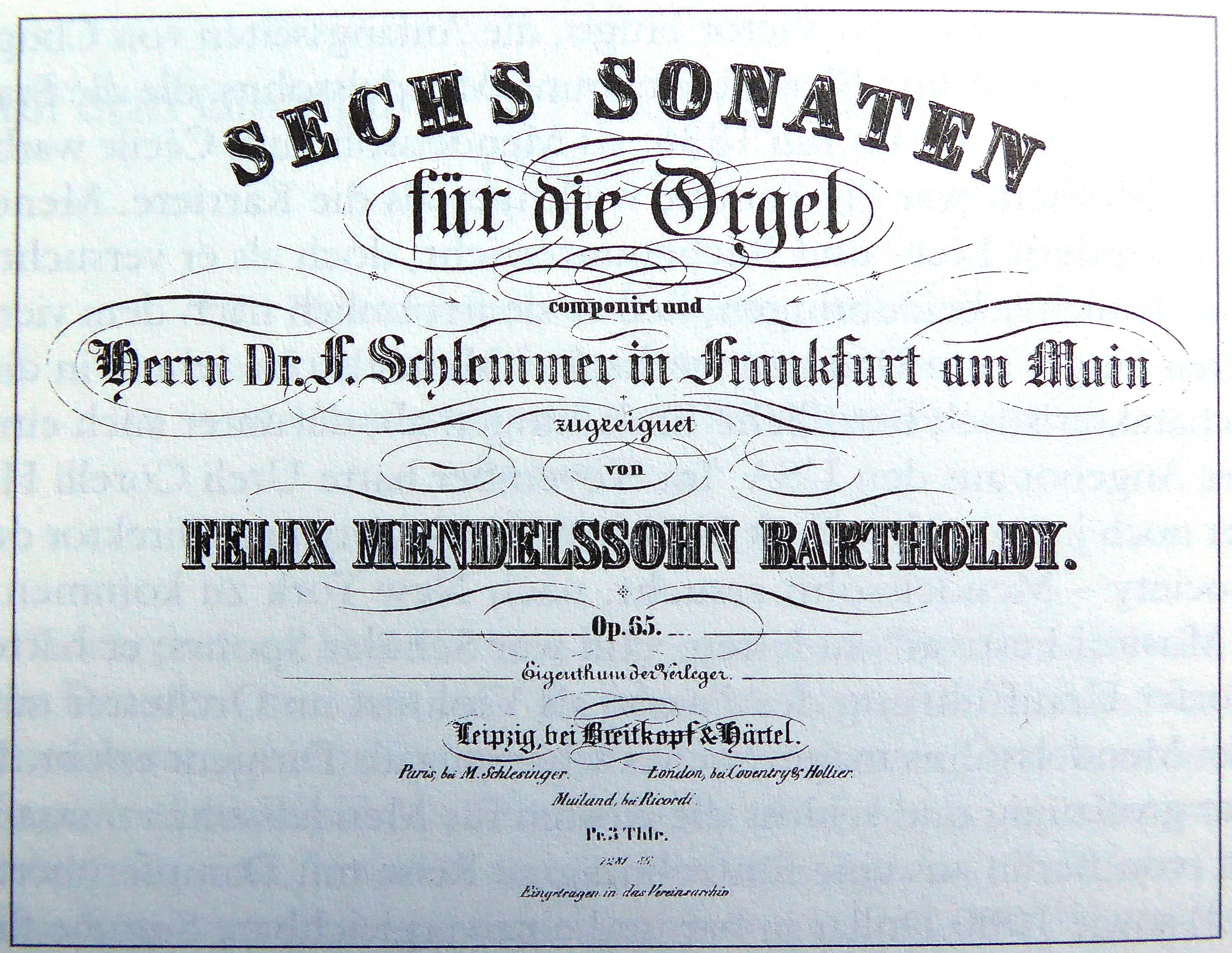
Titelblatt der Erstausgabe von op. 65 bei Breitkopf & Härtel 1845

Diese Qualitäten sind in den Orgelsonaten evident. Bereits 1841 kündigte Mendelssohn seinem deutschen Verleger Breitkopf & Härtel 12 Studien für die Orgel an. Diese wurden schließlich umfangreicher. Sie wurden bei Mendelssohn durch den englischen Verleger „Coventry and Hollier“ 1844 als ein Satz Voluntaries, damals Orgelstücke mit fantasieartigem Einschlag, beauftragt. Coventry forderte gleichzeitig bei Mendelssohn eine Ausgabe der 44 kleinen Choralvorspiele Johann Sebastian Bachs an. Mendelssohn konzentrierte sich 1845 in Frankfurt auf diese Komposition. Er verwendete bereits vorhandene Stücke, komponierte neu und verwarf alte wieder, um einen einheitlichen Zyklus zu formen. 
Mendelssohn schwankte in seinen Überlegungen zwischen „a kind of Organ-school“, „Orgelsonaten“ und „Studien“. Schließlich entschied er sich, 24 kleinere Stücke, die er in bunter Reihenfolge komponiert hatte, zu sechs Sonaten zusammenzufassen. Er beendete die konzeptionelle Arbeit am 2. April 1845 mit dem Fugenfinale der 4. Sonate, verfeinerte weiterhin Teile davon und arrangierte die simultane internationale Herausgabe des Werks bei vier Verlagen. Seinem Verleger Breitkopf & Härtel in Leipzig beschrieb er am 10. April 1845 das neue Werk als eine Sammlung von Stücken, „in denen ich meine Art, die Orgel zu behandeln und für dieselbe zu denken und niederzuschreiben versucht habe“.
Die Erstveröffentlichung der sechs Sonaten erfolgte am 15. September 1845. Von August 1844 bis Mai 1845 fand darüber Briefkorrespondenz zwischen Mendelssohn und Coventry statt. Mendelssohn schlug vor, Gauntlett solle das Korrekturlesen vornehmen, was sich als schwierig herausstellte. Der englische Verleger kündigte das Werk zuerst als Mendelssohn’s School of Organ-Playing an, jedoch wurde dieser Titel von Mendelssohn abgelehnt. 190 Subskribenten für die Veröffentlichung erzielten einen Verkaufserlös von 199 Pfund, wovon Mendelssohn 60 Pfund erhielt.
Mendelssohn war der erste Komponist von internationalem Rang nach Bach, der sich nach knapp 100 Jahren wieder ernsthaft mit der Orgel auseinandersetzte. Die Sonaten erschienen 8 Jahre nach den drei Präludien und Fugen op. 37 und stehen am Ende von Mendelssohns Lebenswerk auf dem Gipfelpunkt seines Ruhms und Triumphs. Mendelssohn begründete für die Gattung der Sonate die Trennung von Klavier- und Orgelmusik. Er gilt somit als der Schöpfer der romantischen Orgelsonate. Im ersten Jahrzehnt nach der Veröffentlichung der Orgelsonaten Mendelssohns im Jahr 1845 entstanden von anderen Komponisten 15 neue Orgelsonaten, im zweiten 13 und von 1865 bis 1901 sogar 158.

## Form
Als Antwort auf die Bestellung entwarf Mendelssohn zuerst sieben individuelle voluntaries, entschloss sich aber dann, diese zu erweitern und in sechs Sonaten umzugruppieren. Die Form entspricht nicht der klassischen Sonate mit einem Kopfsatz in Sonatensatzform. Gotthold Frotscher sah in den sechs Sonaten eine „Aneinanderreihung verschiedener Teilsätze und Charakterstücke ohne wesentliche innere Beziehungshaftigkeit“. Die Feststellung einer „auffälligen Inkohärenz“ wird nach Ansicht Andreas Schröders dem Werk nicht gerecht. Die scheinbare stilistische Uneinheitlichkeit der Orgelsonaten entspricht dem romantischen Konzept, gerade sie ist das charakteristische Prinzip der Sonate in der Romantik. 
Man kann eher zyklisch angeordnete Formen (Sonaten 1, 2, 4) und freie Formen (Sonaten 3, 5, 6) unterscheiden. Die zyklischen Sonaten sind aber nicht als klassisch zu verstehen, weil hier ebenfalls der (klassische) Sonatenhauptsatz nicht konstant auftritt. Keine Sonate gleicht der anderen. Charakteristisch ist ihre Offenheit, kein Schema. Die collageartig ineinander gefügten Stücke enthalten Anregungen aus der Vergangenheit der Orgelliteratur und geben Mendelssohn damit die Möglichkeit, neben historischen Vorbildern auch einen eigenen Stil einzubringen. So sind diese Orgelsonaten Ausdruck einer Überwindung der unreflektierten Nachahmung von historischen Stilen, will man ihnen gerecht werden.

## Musik
Die Sonaten beinhalten evangelische Choralmotive: Im ersten Satz der Sonate Nr. 1 (f-moll) zitiert Mendelssohn Was mein Gott will, das g’scheh allzeit. Im ersten Satz der Sonate Nr. 3 (A-Dur) unter Takt 40 ist ein cantus firmus folgendermaßen bezeichnet: Ped. Choral, Aus tiefer Not. Die 6. Sonate (d-Moll) basiert auf dem Luther-Choral Vater unser im  Himmelreich, der in 190 Takten, dem längsten dieser Sonatensätze, kunstvoll variiert wird. Die Sonate Nr. 2 enthält als dritten bzw. zweiten Satz Allegro maestoso ein festliches und homophon gehaltenes Präludium in C-Dur, das Mendelssohn als Nachspiel D-Dur bereits 1831 in Rom schrieb. Der Kopfsatz der dritten Sonate ist wahrscheinlich eine Umarbeitung des Einzugs, den Mendelssohn 1829 für die Hochzeit seiner Schwester Fanny komponiert hatte.
Ausgeprägt virtuos-improvisatorischen Duktus zeigt der fantasieartige Finalsatz der 1. Sonate mit zahlreichen Arpeggien über das ganze Manual. Ferner ist neben dem 1. Satz der 4. Sonate vor allem auch der lange Variationssatz der 6. Sonate improvisatorisch. Akkorde sprühen über dem stets wiederkehrenden Choralmotiv, das in unregelmäßigem Wechsel im Pedal, in der Ober- und Mittelstimme erscheint. Die langsamen Sätze der 2. und 4. Sonaten haben ausgeprägten Liedcharakter. Alle Sonaten außer der fünften haben fugierte Abschnitte oder vollständige Fugen, wodurch die Komposition deutlich eine Bachsche Einfärbung erhält. Sie wird durchmischt mit zeitgenössischen Stilelementen von spontanem Empfindungsgeist und formaler Freiheit.
Teile der 2. Sonate entstanden als früheste 1831; die 4. Sonate entstand 1845 als letzte.
Melodie des Chorals Vater unser im Himmelreich aus Valentin Schumanns Gesangbuch von 1539:
Die sechs Sonaten sind:
- Nr. 1 in f-Moll (Allegro – Adagio – Andante recitativo – Allegro assai vivace) (komp. 1844)
- Nr. 2 in c-Moll (Grave – Adagio – Allegro maestoso e vivace – Fugue: Allegro moderato) (komp. 1831/39/44)
- Nr. 3 in A-Dur (basierend auf Luthers Choral Aus tiefer Not schrei ich zu dir) (Con moto maestoso – Andante tranquillo) (komp. 1844)
- Nr. 4 in B-Dur (Allegro con brio – Andante religioso – Allegretto – Allegro maestoso) (komp. 1845)
- Nr. 5 in D-Dur (Andante – Andante con moto – Allegro) (komp. 1845)
- Nr. 6 in d-Moll (basierend auf dem Luther-Choral Vater unser im Himmelreich) (Choral und Variationen: Andante sostenuto – Allegro molto – Fuga – Finale: Andante) (komp. 1845)[13]

## Aufführungen

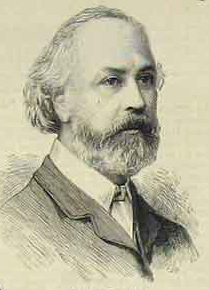
Edmund Chipp, spielte wahrscheinlich die erste öffentliche Aufführung der Orgelsonaten Mendelssohns

Mendelssohn lehnte es ab, die Sonaten anlässlich seiner Einladung zum Birmingham Triennial Music Festival 1846 selbst zu spielen. Er schrieb von Leipzig aus an seinen Freund Ignaz Moscheles, der Federdruck der Orgelmanuale sei ihm bei seinem letzten Besuch in Birmingham so schwer erschienen, dass er sich nicht traue, darauf in der Öffentlichkeit zu spielen. Wenn die Orgel indessen mechanisch verbessert sei, wäre er glücklich, dort eine seiner Sonaten zu spielen.
Die erste öffentliche Aufführung einer der Sonaten in Großbritannien war wahrscheinlich jene von Edmund Thomas Chipp 1846. 1848 spielte er alle sechs Sonaten auswendig vor. Obwohl britische Kritiker die Musik sehr hoch bewerteten und Bezug auf den Improvisationsstil Mendelssohns nahmen, führte dieser keine von ihnen selbst öffentlich auf, weder in England noch anderswo. Er spielte sie allerdings privat in der  Katharinenkirche für den englischen Musikkritiker W. S. Rockstro bei dessen letztem Besuch in Frankfurt am Main 1845 und kündigte seiner Schwester Fanny Hensel 1845 brieflich an, er würde sie ihr vorspielen. Rockstro erinnerte sich an Mendelssohns „wunderbar zartes Staccato“ in der Pedalstimme.

## Instrument
Der Wandel von Orgelkomposition, Orgelspiel und der Orgelbau seit Mitte des 18. Jahrhunderts führte zu tendenziell immer größeren Instrumenten, besonders in England, wo es zuvor nur wenige große Instrumente mit voll ausgebautem Pedal gegeben hatte. Die Orgel wurde primär für den Gottesdienst verwendet und erschien mit zunehmender Bedeutung der charakteristischen Klangfarben (Couleur locale) vermehrt auch in aufkommenden Konzerten des bürgerlichen Konzertbetriebes und in der Oper. Erstmals wurden in dieser Zeit auch die neu errichteten Konzertgebäude mit Orgeln ausgestattet, die keiner liturgischen Verwendung dienten. Ihre Aufgabe galt zunächst dem Zusammenspiel von Chor, Orchester und Orgel in den großen Oratorien der Romantik, hier denke man an die Orgelparte bspw. des Paulus op. 36 von Mendelssohn. Die Mehrzahl der in der ersten Hälfte des 19. Jahrhunderts errichteten Instrumente folgten nach wie vor den klassischen Prinzipien des Orgelbaus (Mechanik und Schleiflade) und deren Disposition.
Ideologen der sog. Orgelbewegung zu Beginn des 20. Jahrhunderts redeten in vollkommener Ignoranz der tatsächlichen Situation gegenüber gerne vom „Verfall des Orgelbaus“, tatsächlich ist sowohl qualitativ wie quantitativ das Gegenteil zu konstatieren.
Änderungen in der Disposition ergeben sich tendenziell am ehesten in den Nebenwerken. Während die Hauptwerks- und Pedaldisposition kaum von den jeweiligen regionalen Traditionen der Barockzeit zu unterscheiden waren, wurden in den Nebenwerken (Positiv, Oberwerk, Unterwerk) zwei oder drei Achtfußregister wie bspw. Flaut amabile disponiert, um eine größere Differenzierung der Klangfarben im piano- und mezzoforte-Bereich erzielen zu können. Dieser wird besonders auch in den Sonaten Mendelssohns benötigt. Klangkronen ab Zweifußlage aufwärts, sowie  gemischte Stimmen finden abgesehen von Kornettmischungen dort kaum mehr Verwendung. Auf diese Weise wurde bei der zweimanualigen Orgel das zweite Manual zum (dynamisch abgestuften) Echo des ersten Manuals, was schon in der Tradition der Barockorgel angelegt war.
Die erste Orgelsonate Mendelssohns zeigt ein Verfahren, wonach das Hauptthema dem ersten (Hauptwerk) und das Seitenthema dem zweiten Manual (Nebenwerk) zugewiesen wird. Viele der Instrumente, die heute als „ideale Mendelssohn-Instrumente“ bezeichnet werden können, finden sich in eher abgelegenen Regionen Westfalens, Mecklenburgs und Sachsens. Ein Großteil der Orgeln aus dem 19. Jahrhundert in den Niederlanden verdient ebenfalls dieses Prädikat. Mendelssohn Orgelwerke sind heute noch auch auf vom Barock geprägten oder inspirierten Instrumenten mit mindestens zwei Manualen und etwa fünfundzwanzig Registern gut auszuführen und darstellbar.
Der Wandel der Klangvorstellungen wird in Mendelssohns Sonatenwerk deutlich. Die Behandlung des Instruments verlangt zur angemessenen Interpretation bereits typische Register der sogenannten romantischen Orgel. Mendelssohns Orgelsonaten leisten damit einen Beitrag zur Wandlung der Klangideale. Die Mensurierung brachte eine stete Zunahme der Klangintensität zur Höhe hin. Da die Rücksichtnahme auf Polyphonie in den Hintergrund trat, entsprach diese Bevorzugung der höheren Lagen dem damaligen Ideal melodiebetonter homophoner Schreibweise. Sie ist in Mendelssohns Sonaten zu finden. Typisches Beispiel dafür ist das Finale der ersten Sonate. Der Komponist rechnet hier mit der dominierenden Diskantlage (Melodie) der Orgel, wenn er mit den Akkordbrechungen in der Mittellage die pianistischen Skalen der Oberstimme verbindet.  
Die Staffelung der Manuale erlaubt auch eine Crescendo-Technik im Fugenspiel. Fugen beginnen leise auf oberen Manualen und werden zunehmend lauter auf unteren Manualen. Mendelssohn setzte das in der dritten Sonate um, wo es im Fugensatz heißt: „Poco a poco più animato e più forte“. Dieses Prinzip wurde zum Vorbild aller späteren Orgelsonaten anderer Komponisten, die dem Vorbild Mendelssohns folgten. Diese Art der Crescendierung darf ebenfalls nicht mit stufenlosen Schwellwerk-Effekten späterer Orgeln des 19. Jahrhunderts verwechselt werden.
Mendelssohns Satzbezeichnungen enthalten keine Angaben mehr zur Registrierung, weil, wie er vermerkte, „selbst die gleichnamigen Register nicht immer bei verschiedenen Instrumenten die gleiche Wirkung hervorbringen“. Stattdessen notierte er neben Tempi ausschließlich dynamische Angaben von pianissimo bis fortissimo. In der Vorbemerkung der Erstausgabe von Breitkopf & Härtel erläutert er die Bezeichnungen piano als „mehrere sanfte achtfüssige Register zusammen“, forte durch „volle Orgel ohne einige der stärksten Register“, fortissimo mit „volles Werk“.

## Rezeption
Die Sonaten fanden großen Anklang in anderen europäischen Ländern, da sie neben London gleichzeitig bei Maurice Schlesinger (Paris), Ricordi (Mailand) und Breitkopf & Härtel (Leipzig) veröffentlicht wurden. Robert Schumann würdigte in einem Brief vom 22. Oktober 1845 an Mendelssohn „überall das Vorwärtsstreben [...] diese ächt poetischen neuen Formen, wie sie sich in jeder Sonate zum vollkommenen Bild runden“. Dabei hob er besonders die 5. und die 6. Sonate hervor. Es wird als wahrscheinlich angesehen, dass Mendelssohns Sonaten Robert Schumann zu dessen Sechs Fugen über B-A-C-H, op. 60, und später Josef Gabriel Rheinberger zu dessen 20 Orgelsonaten angeregt haben.
Das Opus wurde schnell als ein Meisterwerk anerkannt. Man attestierte ihm, dass es der Orgel neue Impulse verleihe und das reiche historische Erbe des Instruments neu aufleben lasse. Mit den neuen technischen Mitteln der Orgelsonaten führte Mendelssohn nach Martin Weyer die Orgelmusik aus einem „Stadium völligen Verfalls“ heraus und legte den Grundstein für die Überwindung zu der seit der Frühklassik klaffenden Distanz zu den anderen musikalischen Gattungen. Victor Lukas betont den Weg der Orgelmusik Mendelssohns als „belächelte Relikte aus einer orgelfeindlichen Zeit“ hin zu richtungsweisenden „Zwischenglieder(n) zwischen Barock und Romantik“.
Neben Johann Sebastian Bachs Werken gehören Mendelssohns Sonaten heute zum Grundrepertoire vieler Organisten. Aktuell (Stand Juni 2016) gibt es ein Dutzend CD-Gesamteinspielungen.